# Suimanga ala-roig
El suimanga ala-roig (Cinnyris rufipennis) és un ocell de la família dels nectarínids (Nectariniidae).

## Hàbitat i distribució
Habita els boscos de l'est de Tanzània, a les muntanyes Udzungwa.